# يو إف سي 269
يو إف سي 269: أوليفيرا ضد بورييه (بالإنجليزية: UFC 269: Oliveira vs. Poirier)‏ هو حدث لفنون القتال المختلطة نظمته يو إف سي، أُقيم في 11 ديسمبر 2021، على تي موبايل أرينا في بارادايس، نيفادا، الولايات المتحدة.